# Claude Bernard Loppin de Montmort
Pour les articles homonymes, voir Montmort (homonymie).
Claude Bernard Germain Jean Madeleine Loppin de Montmort, marquis de Montmort, marquis de La Boulaye, né le 12 avril 1752 à Dijon et mort le 17 mai 1831 au château de La Boulaye (Saône-et-Loire), est un maréchal de camp français de la Restauration. 
C'est un des participants à la Guerre d'indépendance des États-Unis et membre originel de la société des Cincinnati. Charles X le fit comte héréditaire.

## Biographie
Il est issu d'une famille noble de Bourgogne, la famille de Montmort, toujours existante. 
Il est le fils de Germain-Anne Loppin de Montmort (1708-1767), président à mortier au parlement de Bourgogne, et de Claudine Espiard de La Cour d'Arcenay (1725-1782), dame de Blanot et de Perrigny en Bresse. 
Il épouse Adelaïde Marie Joséphine du Houx de Viomenil (1763-1787), qui lui donne Magloire Gabriel Marie Loppin de Montmort, mort en 1853.
Il participe à la Guerre d'indépendance des États-Unis et dès 1783, appartient à la société des Cincinnati. Il est ensuite colonel du régiment de Saintonge.
Il est inquiété par la Révolution qui le déclare faussement émigré. Il est même incarcéré deux fois. Le premier emprisonnement se passe du 22 octobre 1793 au 6 mai 1794, puis un beaucoup plus bref à la toute fin 1798. Aux Cent jours, il demande conseil à de la famille et à des tiers, tel Alexandre Paul, comte d'Olonne sur l'attitude à adopter vis-à-vis de Napoléon.
Louis XVIII le fait maréchal de camp le 2 mai 1817 et Charles X le crée comte héréditaire, le 16 décembre 1826.

## Décoration
- Chevalier de l'ordre royal et militaire de Saint-Louis (1788).

## Armoiries
Les armoiries de la famille de Montmort sont :
- écu : d'azur à la croix ancrée d'or.[4]
- couronne : de marquis
- ornements extérieurs : manteau de président à mortier[4]
- devise : ny ennemy, ny amy a demy[4]